# Astronom

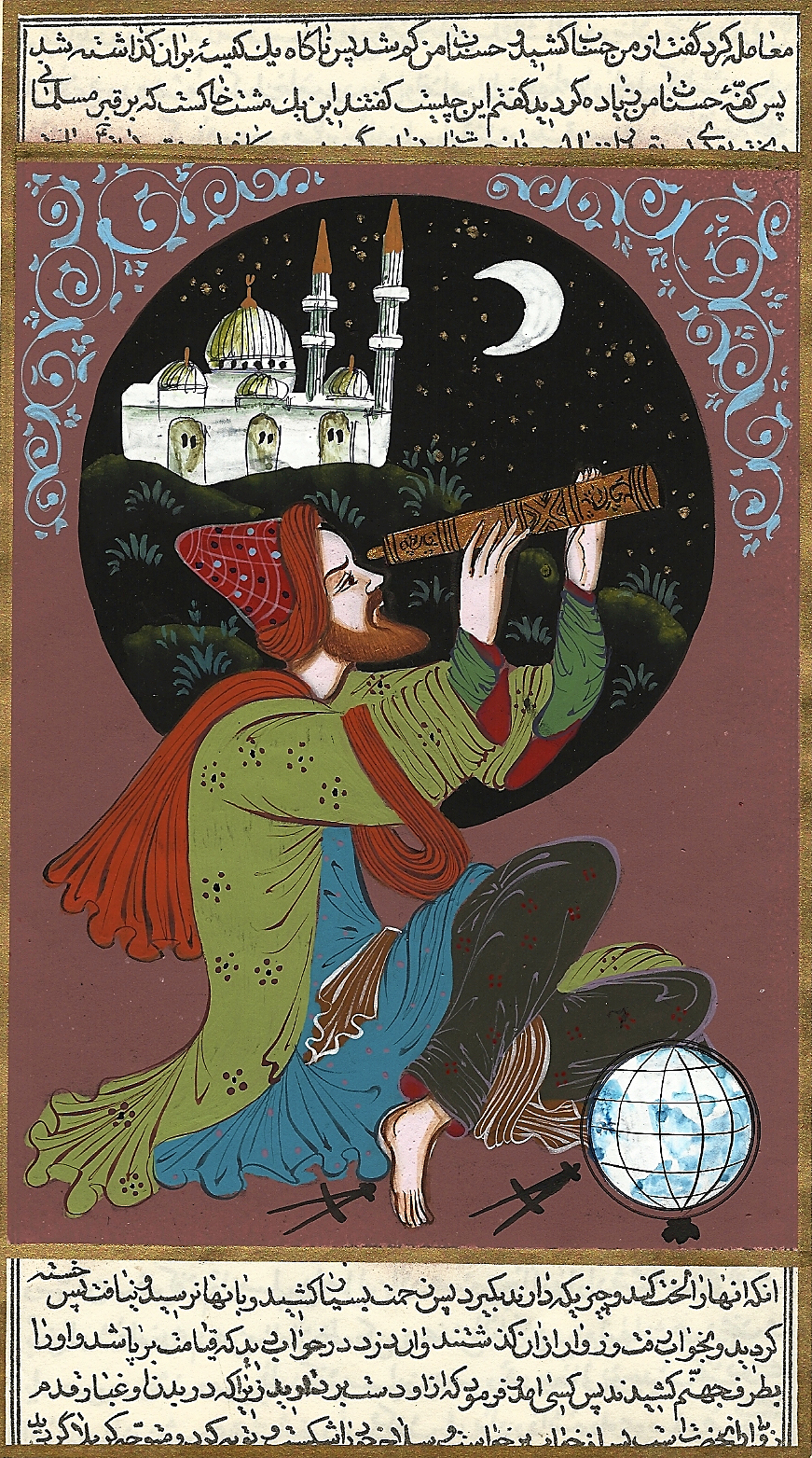
Astronom, ilustracja z książki

Astronom lub astrofizyk – naukowiec, którego obszarem badań jest astronomia lub astrofizyka.
Zajmuje się badaniem kosmosu oraz otaczającego go świata w przestrzeni kosmicznej.